# Alois Arnošt z Thun-Hohensteinu
Alois Arnošt hrabě z Thun-Hohensteinu (německy Aloys Ernst Graf von Thun-Hohenstein, květen 1667 – 1705, Středozemní moře) byl tyrolsko-rakouský šlechtic z významného rodu Thun-Hohensteinů.

## Život
Narodil se jako druhý syn hraběte Alfonse Františka a jeho manželky Anny Barbory, rozené hraběnky Thun-Caldes. Pokřtil ho pražský arcibiskup, kardinál Arnošt Vojtěch hrabě z Harrachu, mezi jeho kmotry byla kurfiřtka Adelheid Bavorská. Měl dva starší sourozence, bratra Josefa Jana Antonína (1662 –1728) a sestru Felicitas Pulcherii (1665 –1732).
Vystudoval Collegium nobilium v Parmě a od roku 1690 žil u svého strýce, salcburského knížete-arcibiskupa Johanna Arnošta a o dva roky pobýval u císařského dvora ve Vídni.
V roce 1700 podnikl cestu do orientu a dne 9. listopadu téhož roku v Jeruzalémě pasován na rytíře Božího hrobu. Jeho úkolem bylo za vykoupit křesťanské otroky za peníze, které mu poslal arcibiskup Jan Arnošt. V březnu 1701 se s mnoha dary vrátil zpět do vlasti. Jako oblíbenec arcivévody Karla VI., doprovázel jej v roce 1703 při jeho korunovaci králem španělským a 14. prosince 1704 obdržel od císaře Leopolda I. úřad tajného rady.
V dubnu 1705 se ze zdravotních důvodů Alois Arnošt rozhodl opustil španělské podnebí a hledat příznivější podmínky v Tyrolsku. Nalodil se proto v Lisabonu na loď, avšak pátý den plavby ve věku necelých 39 let zemřel. Jeho ostatky byly za dělové salvy vhozeny do moře.
Krátce na to zřejmě silná bouře potopila loď i s bohatým nákladem, který kromě četných šperků, cenností a bohatého oblečení obsahoval také 10 000 dukátů v hotovosti.